# Berkshire Hathaway
Berkshire Hathaway es un holding estadounidense dueño total o parcial de las acciones de varios grupos empresariales.
Tiene sus raíces en la fábrica textil establecida en 1839 por Oliver Chace conocida como Valley Falls Company, en Valley Falls, Rhode Island. Chace ya había trabajado con Samuel Slater, un exitoso empresario de la rama textil en Estados Unidos. Chace fundó su primera empresa textil en 1806. En 1929 la empresa se une con la Berkshire Cotton Manufacturing Company, establecida en 1889. La unión de las compañías se conoció como Berkshire Fine Spinning Associates. En 1955, Berkshire Fine Spinning associates se fusionó con Hathaway Manufacturing Company, fundada en 1888 por Horatio Hathaway. Hathaway fue exitoso en las primeras décadas, pero sufrió pérdidas durante la caída de la industria textil después de la Primera Guerra Mundial. Después de la unión, Berkshire Hathaway tenía 15 plantas y empleaba más de 12.000 trabajadores con ingresos superiores a $120 millones, siete de estas plantas cerraron al terminar la década.
En 1962, el multimillonario Warren Buffett comenzó a comprar acciones de Berkshire Hathaway, compró suficientes para cambiar la dirección de la empresa y pronto él controló la compañía. Al principio, Buffett mantenía el centro del negocio en los textiles, pero en 1967 se expandió a la industria de los seguros, reaseguros y otras inversiones. La empresa se introdujo a la industria de los seguros con la compra de National Indemnity Company. En 1985 fueron las últimas operaciones textiles de la compañía. 
Berkshire Hathaway se ha expandido notablemente y es accionista de diversas empresas en distintos sectores industriales, algunas de las empresas en las cuales es accionista son: Apple, Bank Of America y The Coca Cola Company.
El 3 de mayo de 2025, en la Junta General de Accionistas de Berkshire Hathaway, Buffet anunció su intención de ser sucedido a finales de ese mismo año por Greg Abel, presidente del consejo y CEO de Berkshire Hathaway Energy, y vicepresidente de operaciones no aseguradoras.

## Su desempeño desde 1965
Bajo el liderazgo de Warren Buffett, cotiza en la Bolsa de Valores de Nueva York desde 1965. En 1996, se ofreció a los inversores una nueva Clase B. El precio de las acciones Clase A y B de Berkshire Hathaway fluctúa de manera idéntica hacia arriba y hacia abajo diariamente. En cincuenta y ocho años, la cotización de la acción sólo ha experimentado once años de comportamiento negativo (1966, 1970, 1973, 1974, 1984, 1990, 1999, 2002, 2008, 2011, 2015). De 1965 a 2023, el rendimiento medio anual fue del 19,8%.

## Empresas

### Participaciones en acciones comunes
- American Express Co. (13.1%)
- American Standard Companies
- Anheuser-Busch Cos. (4.8%)
- Burlington Northern Santa Fe Corporation (100%)
- Carmax (10%)
- The Coca-Cola Company (19.68%)
- Comcast
- Comdisco
- ConocoPhillips (1.1%)
- Costco Wholesale
- Diageo PLC
- Gannett
- General Electric
- GlaxoSmithKline
- Heinz (50%)
- H&R Block Inc.
- Ingersoll Rand
- Iron Mountain
- Johnson & Johnson
- Kraft Foods (8.1%)
- Lexmark International
- M&T Bank (6.1%)
- Moody’s Corporation (19.1%)
- Mueller Industries
- Norfolk Southern Corp.
- Outback Steakhouse
- PetroChina
- Pier 1 Imports
- Posco (4.5%)
- Procter & Gamble Co. (3.3%)
- Sanofi-Aventis (1.3%)
- Sealed Air
- ServiceMaster
- Shaw Communications
- SunTrust Banks
- Tesco (2.9%)
- The Home Depot
- Tyco International
- UnitedHealth Group
- United Parcel Service
- USG (19.0%)
- U.S. Bancorp (4.4%)
- Wal-Mart Stores Inc. (0.5%)
- The Washington Post Company (18.2%)
- Wells Fargo (9.2%)
- Wesco Financial Corporation
- White Mountains Insurance
- The andes company.ve   ( 50 %)
- Nu holdings

### Seguros y servicios financieros
- GEICOS
- General Re
- Kansas Bankers Surety Company
- National Indemnity Company
- Wesco Financial Corporation
- Applied Underwriters Inc.
- Medical Protective
- Nederlandse Reassurantie Groep
- Berkshire Hathaway Assurance

### Otros
- Acme Brick Company
- Ben Bridge Jeweler
- Borsheim's Fine Jewelry
- Brooks Sports Inc.
- Business Wire
- Clayton Homes
- Cort Furniture
- Dairy Queen
- Duracell
- FlightSafety International
- Forest River
- Fruit of the Loom (textil)
- Helzberg Diamonds
- HH Brown Shoe Group
- ISCAR Metalworking
- Jordan's Furniture
- Justin Brands Inc.
- Lubrizol
- Marmon Holdings Inc
- McLane Company
- Mouser Electronics
- Nebraska Furniture Mart
- NetJets
- Pampered Chef
- Pilot Flying J (38.6%)
- Richline Group
- Russell Corporation
- See's Candies
- Shaw Industries
- R.C. Willey Home Furnishings
- TTI, Inc.
- World Book
- Xtra Lease
- Precision Cast Parts Corporation